# Theresa Claesson
Theresa Sofie Claesson Andreasson, född 11 september 1971, är en svensk tidigare handbollsspelare, som är vänsterhänt och spelade i anfall som högersexa.

## Karriär
Theresa Claesson började sin spelarkarriär i Brastads HK men värvades till Lysekils HK. Hon var med och förde klubben till division 1. Sen värvades hon till IK Sävehof. Sista spelåret i Sävehof 1999-2000 blev hon utsedd till Årets handbollsspelare i Sverige. Det året blev hon svensk mästare i Sävehof. Hon valde samma år att bli proffs i spanska CB Anaga på Teneriffa. Efter elitsatsningen var hon spelande tränare i Brastads HK som spelade i division 2 och sen division 1. Hon var förbundskapten för flicklandslaget födda 1990-1991 och arbetade bland annat med att ta ut spelare till Riksläger efter Sverigecupen. 2005 arbetade hon som handbollsinstruktör på idrottsgymnasiet och var förskollärare, hon blev sedan förskolechef i Lysekil.

## Landslaget
Från 1993 till 2002 spelade Theresa Claesson 89 landskamper för Sverige och gjorde 229 mål. Hon var med i "leende landslaget" i VM 2001 i Italien. Hon hade tänkt sluta efter detta men lockades till ett proffsår i Horsens HK och spelade sedan kvalet till EM 2002 Sedan blev det ett sista mästerskap EM 2002. Men det mästerskapet blev ett misslyckande och Sverige åkte ut efter gruppspelet. Claesson valde att spela på lägre nivå i Brastads HK och fortsättning i landslaget var uteslutet.

## Klubbar
- Brastads HK
- Lysekils HK (–1993)
- IK Sävehof (1993–2000)
- CB Anaga (2000–2001)
- Horsens HK (2001–2002)[6]
- Brastads HK (2002–2004, spelande tränare)